# Joseph Ferdinand von Bayern

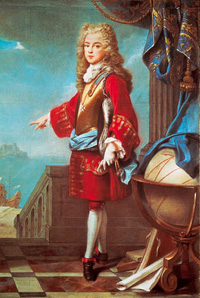
Josef Ferdinand, Kurprinz von Bayern, auf einem Porträt von Joseph Vivien aus dem Jahre 1698. Der Globus symbolisiert das weltumspannende spanische Erbe des Prinzen – sein Finger zeigt auf die im Hafen liegende Flotte, die ihn nach Spanien bringen soll.

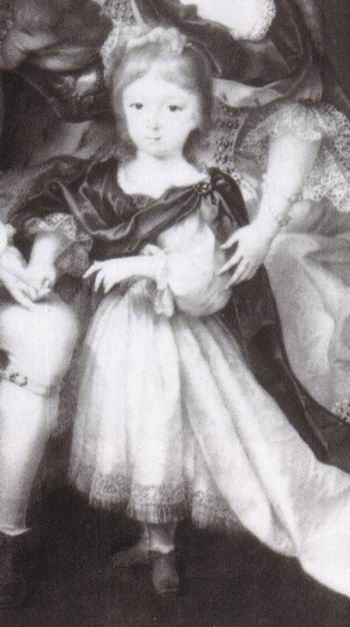
Prinz Joseph Ferdinand von Bayern, Ausschnitt aus einem Gemälde

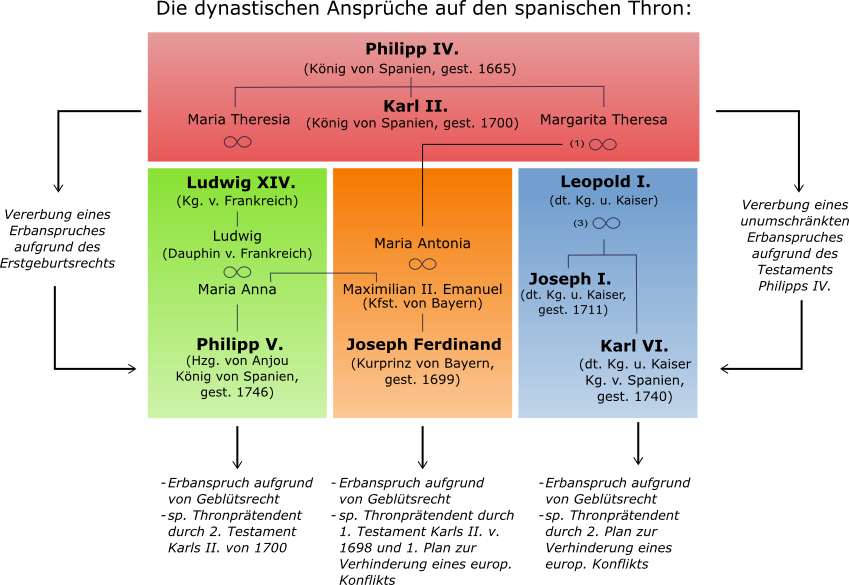

Joseph Ferdinand Leopold Anton Franz Kajetan Simon Thaddäus Ignaz Joachim Gabriel von Bayern (* 28. Oktober 1692 in Wien; † 6. Februar 1699 in Brüssel) war Kurprinz von Bayern. Sein Tod im Alter von sechs Jahren wird als ein entscheidendes Ereignis angesehen, das letztlich zum Spanischen Erbfolgekrieg führte.

## Familie
Er war der Sohn des Kurfürsten Maximilian II. Emanuel von Bayern und dessen erster Frau Maria Antonia von Österreich, einer Tochter Kaiser Leopolds I. und seiner ersten Gemahlin Margarita Theresa von Spanien. Joseph Ferdinand war somit mütterlicherseits ein Urenkel des spanischen Königs Philipp IV.

## Historische Rolle
Vor dem Beginn des Spanischen Erbfolgekrieges war Joseph Ferdinand der Favorit Englands und der Niederlande für den spanischen Thron und wurde von Karl II. von Spanien 1698 zu seinem Erben ernannt. Damit wäre Joseph Ferdinand nicht nur Kurfürst von Bayern, sondern auch König des spanischen Weltreiches geworden und hätte damit die Ambitionen des Vaters zur Schaffung einer wittelsbachischen Großmacht endlich befriedigen können. Sein unerwarteter Tod im Alter von sechs Jahren machte den englisch-französischen Teilungsvertrag über die spanischen Besitzungen unwirksam und führte am 2. März 1700 zu einem zweiten Teilungsvertrag zwischen Frankreich, England und den Niederlanden. Danach sollte Philipp von Anjou Neapel, Sizilien und Mailand erhalten, während die übrigen spanischen Besitzungen an Karl, den Sohn Leopolds I. übergehen sollten. Leopold jedoch akzeptierte diesen Vertrag nicht und Ludwig XIV. brach den Vertrag, indem er Philipp in Spanien inthronisierte.

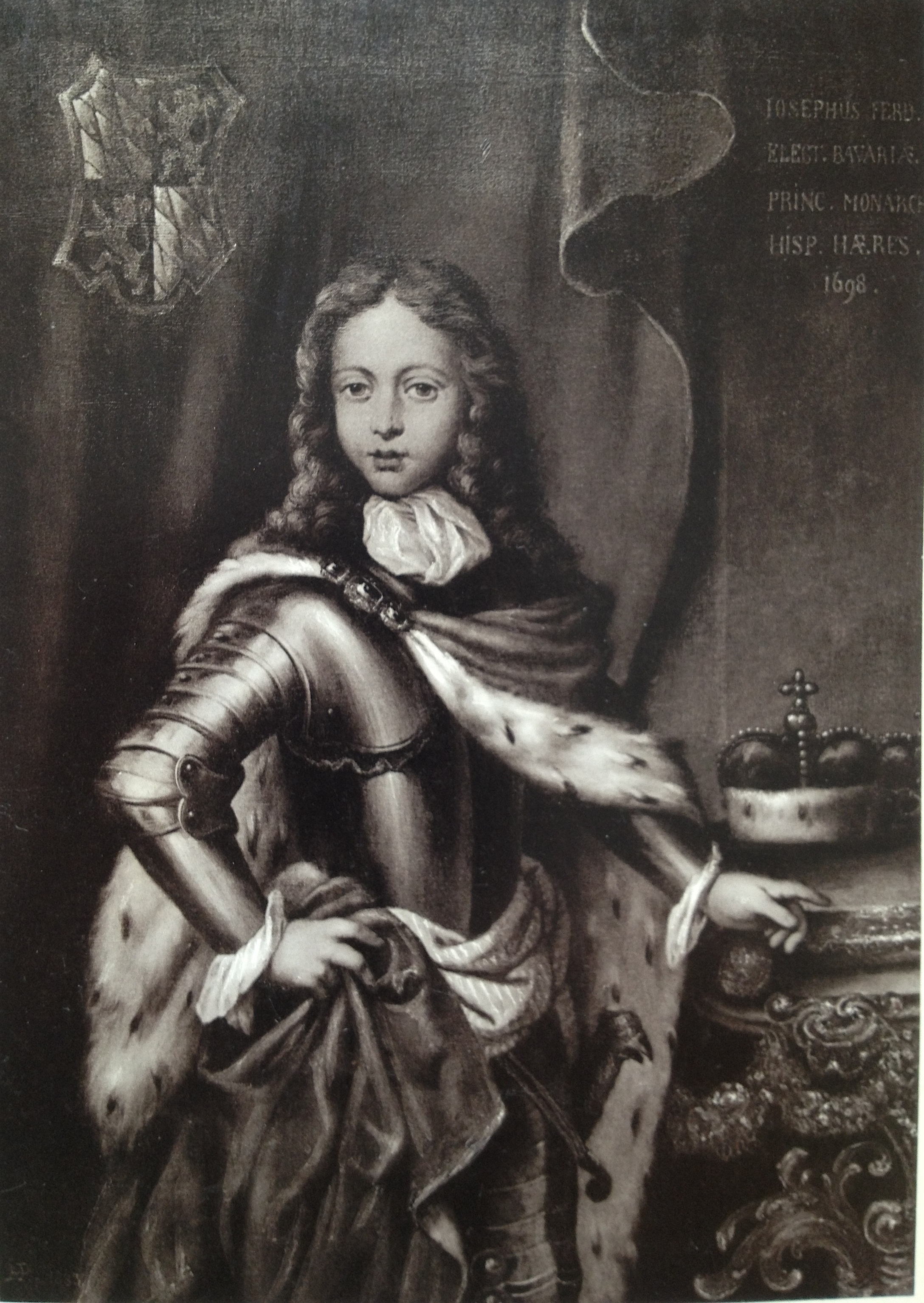
Joseph Ferdinand von Bayern

## Leben
Joseph Ferdinand kam in Wien zur Welt, da seine Mutter an den Hof ihres Vaters zurückgekehrt war, nachdem ihr Ehemann im Frühjahr 1692 nach Brüssel übergesiedelt war und sie schwanger in München zurückgelassen hatte. Sie starb zwei Monate nach der Geburt. Bereits im folgenden Frühjahr wurde der Prinz durch einen Konvoi von Maultiersänften nach München gebracht.
Er wurde durch die Prinzenerzieherin Comtesse de la Perousa in der damals für Erbprinzen üblichen Weise erzogen, verfügte bereits als Kleinkind über einen eigenen Hofstaat und erhielt Privatunterricht in Pauken- und Flötenspiel, Schauspiel, Reiten, Jagen, Fechten und höfischem Benehmen. Wegen der Abwesenheit des Kurfürsten galt er als ranghöchste Person am Münchner Hof und stand im Mittelpunkt der Aufmerksamkeit.
Als er 1698 als Anwärter auf den spanischen Thron ins Gespräch gebracht wurde, holte ihn sein Vater zum Missfallen der bayerischen Landstände und der Mehrheit des bayerischen Bürgertums nach Brüssel, um ihn auf die künftige Aufgabe vorbereiten zu können. Und nachdem der spanische König ihn am 14. November testamentarisch zum Universalerben erklärt hatte, wurde sogleich mit den Vorbereitungen für die standesgemäße Übersiedlung nach Madrid begonnen, zu der es aber nicht mehr kommen sollte.
Seit früher Kindheit litt Joseph Ferdinand immer wieder an Zahnweh sowie Magen- und Kopfschmerzen, verbunden mit Erbrechen und Durchfall. Am 15. Januar 1699 erkrankte er zunächst an einer leichteren Unpässlichkeit mit unspezifischen Symptomen. Diese verschlimmerten sich rasch und führten nach qualvollen Wochen mit hohem Fieber, starken Kopfschmerzen, Schüttelfrost, Krämpfen, Bewusstseinsstörungen und ständigem Erbrechen, das oft mit schmerzhaftem Würgen und Magenkrämpfen verbundenen war, in der Nacht zum 6. Februar zum Tod.
Joseph Ferdinand wurde in der Kathedrale St. Michel et Gudule zu Brüssel beigesetzt.

## Theorien zur Todesursache
Durch den erhaltenen ausführlichen Kranken- und Obduktionsbericht des Chefs des Leibärztekollegiums, Carl Ferdinand Vachieri, lässt sich auf dem Hintergrund heutigen medizinischen Wissens als Todesursache ein Herz-Kreislaufversagen infolge einer Magen-Darm-Entzündung identifizieren, die schließlich eine Bauchfellentzündung und durch das ständige Erbrechen eine extreme Störung des Elektrolythaushaltes nach sich zog. Ferner litt der Patient an einer Hirnhautentzündung. Deren Art und Ursache lässt sich nicht mehr feststellen, da der Obduktionsbericht dem damaligen Stand der Diagnostik entsprechend auf makroskopische Befunde beschränkt ist. Die Tatsache, dass das kranke Kind ständig, oft gegen heftigste Gegenwehr, zum Essen gezwungen wurde, dürfte die Krankheit erheblich verschlimmert, wenn nicht sogar den tödlichen Verlauf erst bewirkt haben.
Die naheliegende Vermutung eines Giftmordes lässt sich dagegen aufgrund des Obduktionsberichts heute mit großer Wahrscheinlichkeit ausschließen. Entsprechende Gerüchte und Verschwörungstheorien entstanden sehr schnell und wurden noch bis weit ins 20. Jahrhundert verbreitet, wobei wahlweise die Wiener Hofburg oder – seltener – die Umgebung Ludwigs XIV. beschuldigt wurden. Begünstigt wurden die Gerüchte nicht nur durch den engen zeitlichen Zusammenhang zwischen der Einsetzung als Universalerbe und der Erkrankung, sondern auch durch die unverhohlen gezeigte Genugtuung des Wiener Hofs. Der Vater, Kurfürst Maximilian II. Emanuel, schien den Gerüchten über einen habsburgischen Giftanschlag wohl Glauben zu schenken. Jedenfalls bediente er sich ihrer zur nachträglichen Rechtfertigung seines Kriegseintritts an der Seite Frankreichs vom August 1702.